# Пиърс (окръг, Небраска)
Вижте пояснителната страница за други значения на Пиърс.
Окръг Пиърс (на английски: Pierce County) е окръг в щата Небраска, Съединени американски щати. Площта му е 1489 km², а населението - 7857 души (2000). Административен център е град Пиърс.